# Breitscheidstraße 22, 24, 26, 28, 30 (Quedlinburg)

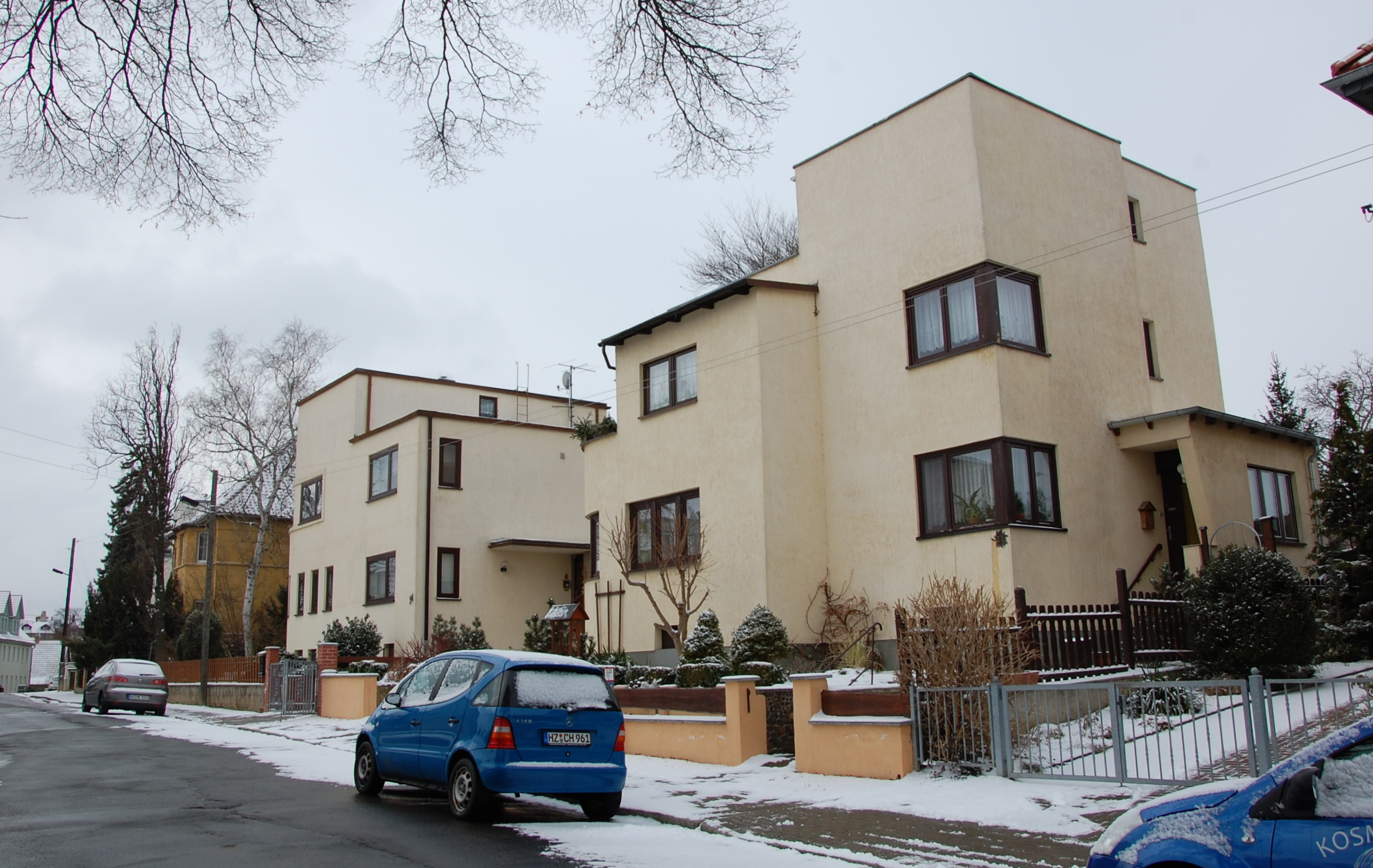
Breitscheidstraße, Häuser 22, 24 und 26

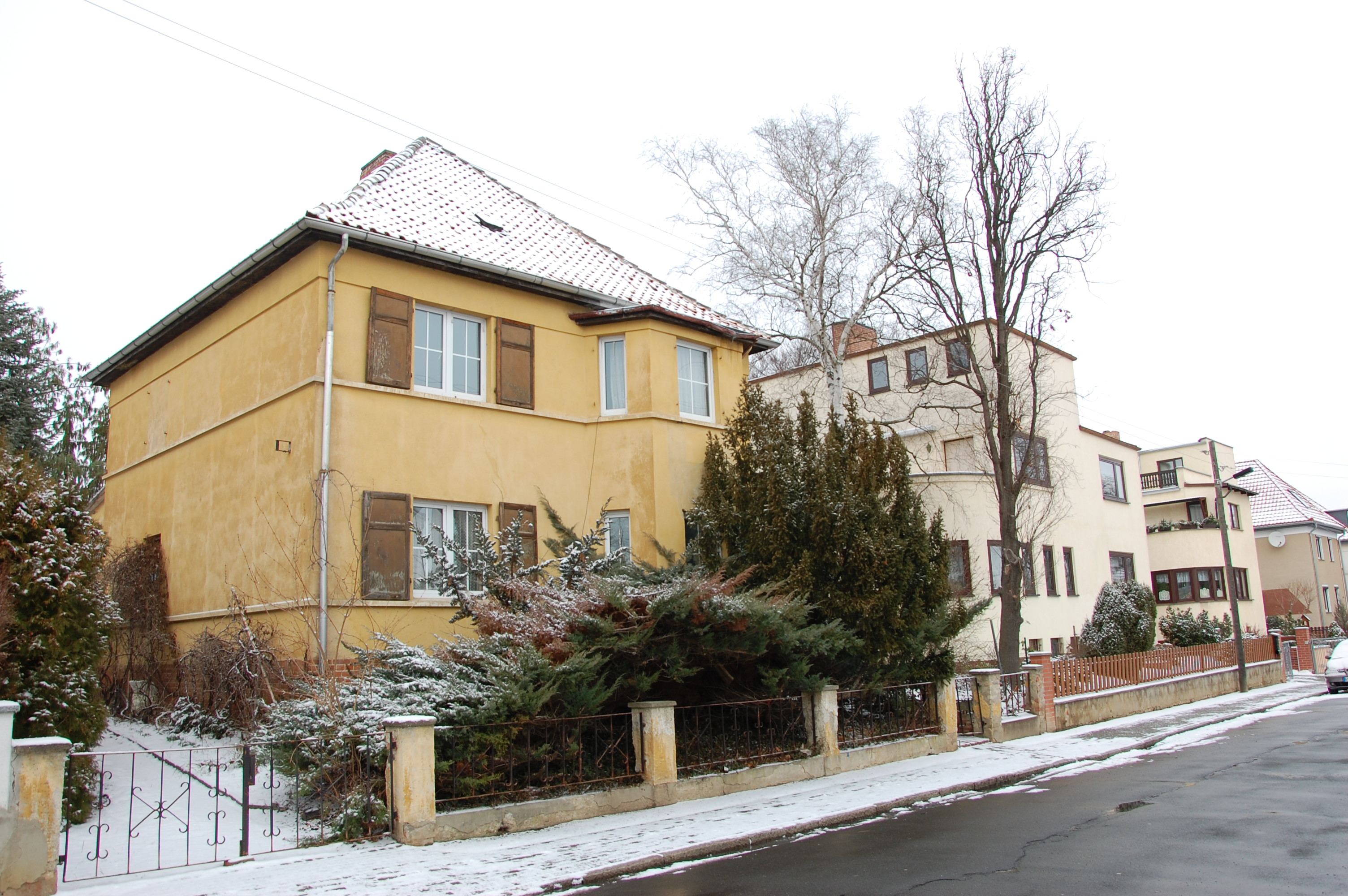
Haus 26

Breitscheidstraße 22, 24, 26, 28, 30 ist die im Quedlinburger Denkmalverzeichnis eingetragene Bezeichnung für eine denkmalgeschützte Häusergruppe in Quedlinburg in Sachsen-Anhalt.

## Lage
Die Häusergruppe liegt westlich der historischen Quedlinburger Altstadt, an der Westseite der Breitscheidstraße. Gegenüber der Häusergruppe befindet sich das gleichfalls denkmalgeschützte Gebäude Breitscheidstraße 23.

## Anlage und Geschichte
Die fünf Gebäude entstanden in der Zeit um 1930 und wurden größtenteils vom Architekten Herbert Puls entworfen. Im Stil orientieren sich die Gebäude an der Neuen Sachlichkeit. Die verputzten, kubisch wirkenden Bauten, fügen sich das hügelige Gelände ein. Siedlungsbauten dieser Art sind für die Stadt Quedlinburg ungewöhnlich.
Die Häuser Breitscheidstraße 28 und 30 sind darüber hinaus auch als Einzeldenkmale eingetragen.